# Trictena atripalpis
Trictena atripalpis är en fjärilsart som beskrevs av Walker 1856. Trictena atripalpis ingår i släktet Trictena och familjen rotfjärilar. Inga underarter finns listade i Catalogue of Life.

## Bildgalleri

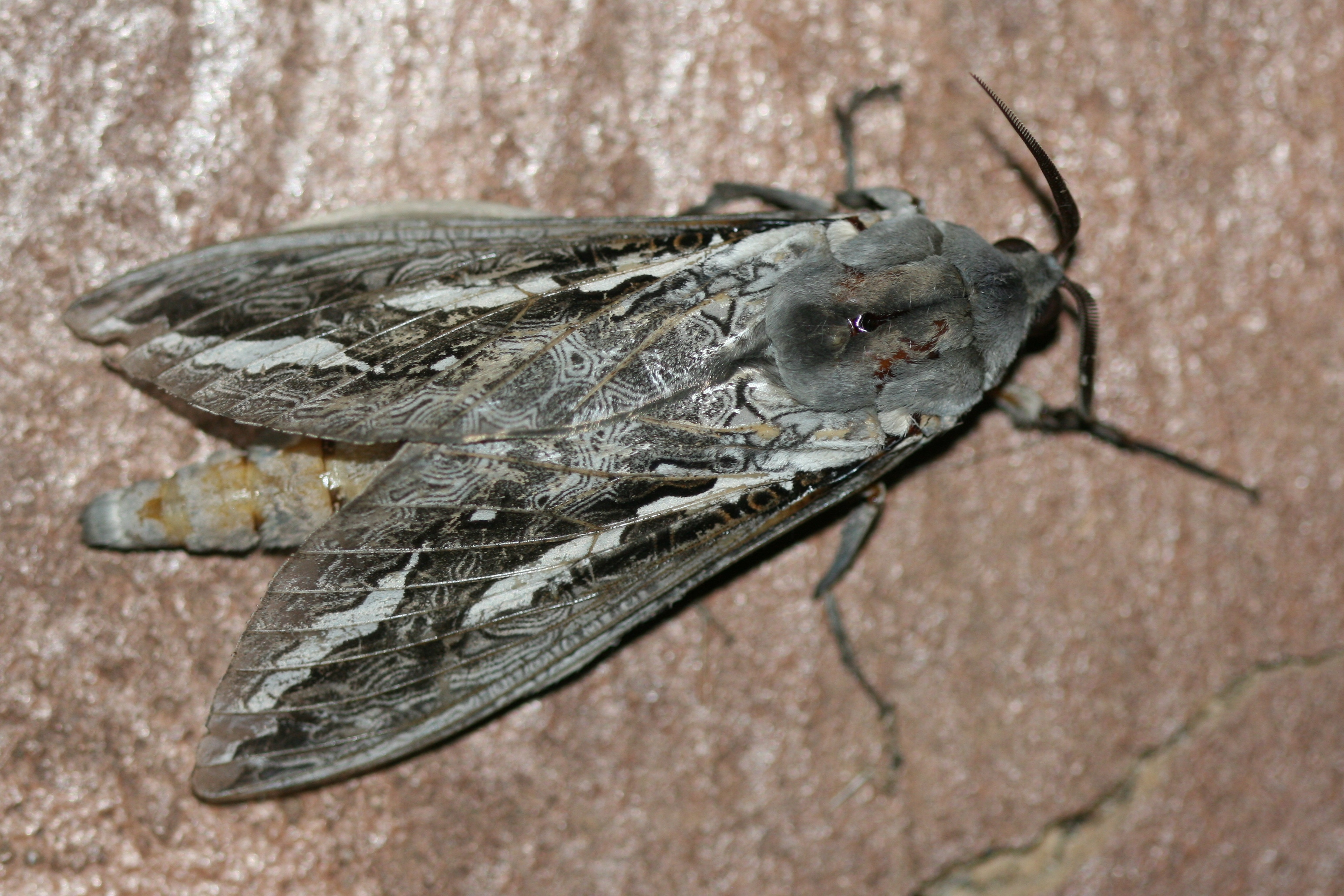
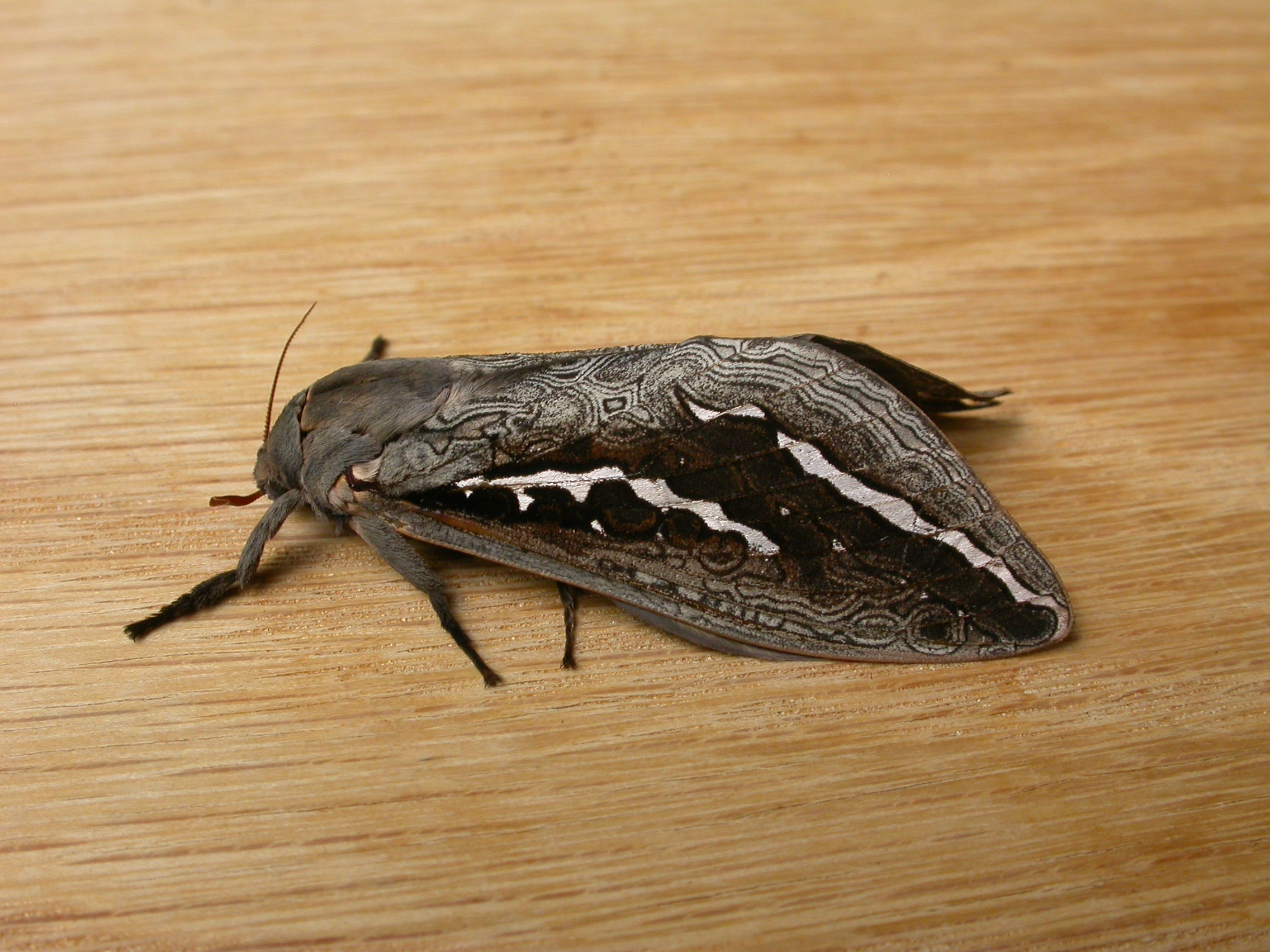
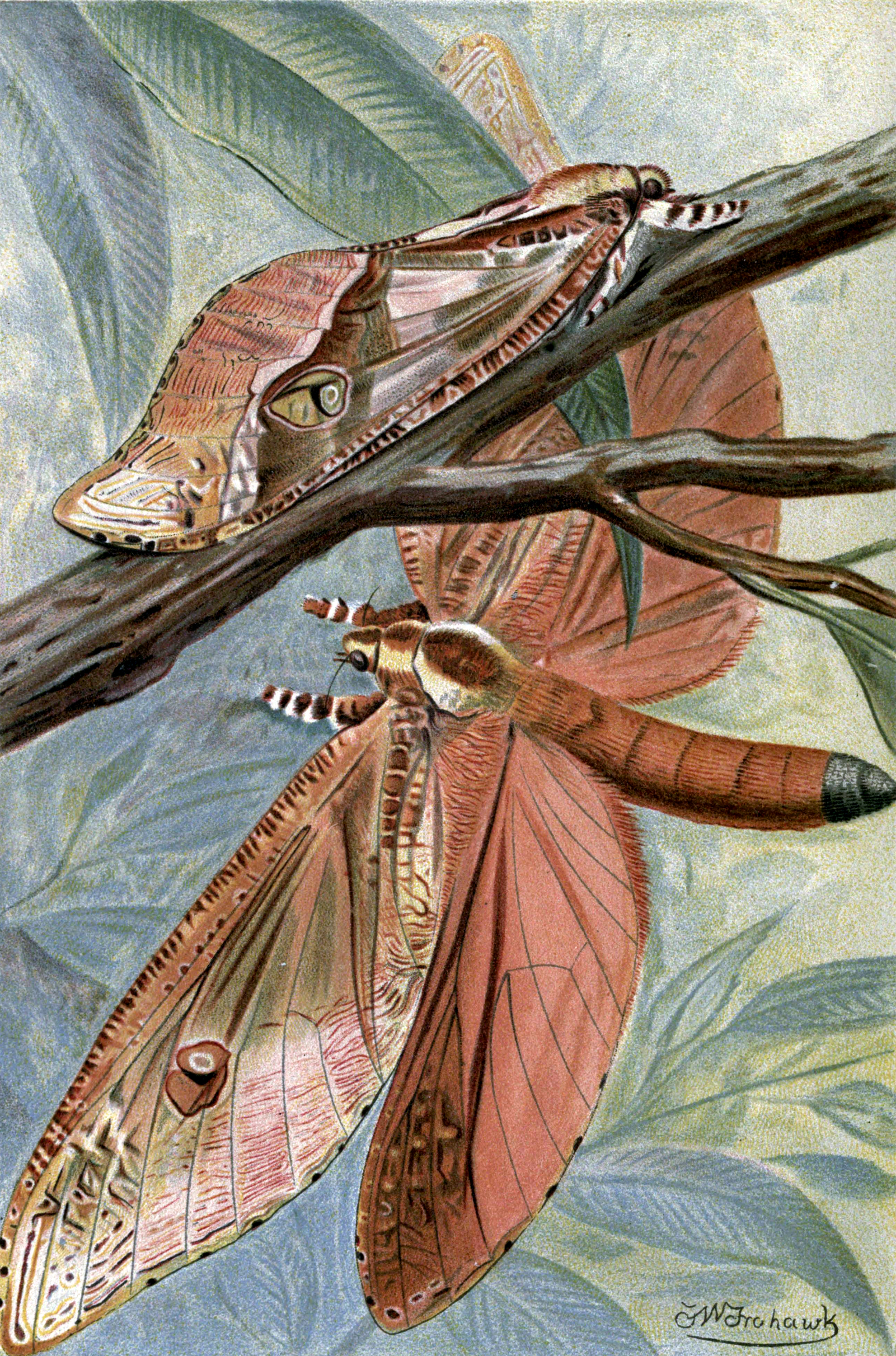